# Pjotr Zajev
Pjotr Ivanovitsj Zajev (Russisch: Пётр Иванович Заев; Lipetsk, 26 juli 1953 – aldaar, 29 november 2014) was een zwaargewichtbokser uit Rusland. Namens de Sovjet-Unie won hij de zilveren medaille bij de Olympische Spelen van 1980 in Moskou. In de finale van de gewichtsklasse boven 81 kilogram (zwaargewicht) verloor hij op punten (4-1) van de Cubaanse titelverdediger Teófilo Stevenson. Zajev overleed op 61-jarige leeftijd in zijn geboorteplaats Lipetsk.

## Erelijst

### Olympische Spelen
- 1980 in Moskou, Sovjet-Unie (+ 81 kg)